# Jarett Andretti
Jarett Andretti (Charlotte, North Carolina, 13 december 1992) is een Amerikaans autocoureur. Hij maakt deel uit van de bekende Amerikaanse racefamilie Andretti; hij is de zoon van John Andretti en de kleinzoon van Aldo Andretti, de tweelingbroer van Mario Andretti.

## Carrière
Andretti begon zijn autosportcarrière in de sprintcars in 2010 en stapte in 2012 over naar het supermodified racing. In 2012 maakte hij ook een start in de Rolex Sports Car Series tijdens de 24 uur van Daytona, waarin hij niet aan de finish kwam. Hierna kwam hij uit in diverse USAC-kampioenschappen in de National Sprint Car-, Silver Crown- en Midget-categorieën. Tussen 2013 en 2017 reed hij in deze kampioenschappen, waarbij zijn focus vooral lag bij de National Sprint Car-categorie.
In 2018 maakte Andretti zijn fulltime debuut in de sportwagens in de TCR-klasse van de Pirelli World Challenge, terwijl hij dat jaar ook nog in 24 National Sprint Car-races uitkwam. In 2019 rijdt hij in de GT4 America Series in een McLaren voor het familieteam Andretti Autosport, dat eveneens debuteert in het kampioenschap. Dat jaar maakt hij ook zijn eerste start in de Indy Lights bij Andretti Autosport tijdens de race op de Indianapolis Motor Speedway. In de race reed hij de snelste ronde en eindigde hij op de zesde plaats.